# Jacques Willequet
Jacques Willequet, né le 18 août 1914 à Merbes-le-Château (Hainaut) et décédé le 11 décembre 1990 à Anderlecht (une des 19 communes de Bruxelles), est un historien, professeur d'université et auteur belge.

## Carrière
En octobre 1961, Jacques Willequet  est chargé de cours à l'Université libre de Bruxelles (ULB). En 1966, il est nommé professeur ordinaire à l'ULB.
Il est spécialiste de l'histoire de la Belgique dans le domaine de la diplomatie et durant les deux guerres mondiales.
À partir de 1956 (de 1947 selon une autre source), il est conseiller historique du ministère des Affaires étrangères.

## Publications
- 1830 - Naissance de l'État belge, Bruxelles: Temple, 1950.
- La vie tumultueuse de l'abbé Helsen, Bruxelles: Parthénon, 1956.
- Le Congo belge et la Weltpolitik 1894-1914, Bruxelles: Mémoires de la Faculté des Lettres de l'ULB, 1961.
- Gaston Barbanson, promoteur d'une "Grande Belgique" en 1914-1918, article paru en 2 parties dans: "'Revue belge de Philologie et d'Histoire", XLVIII, 1970, n° 2, pp. 335-376, et n° 4, pp. 1177-1206.
- Le baron Lambermont, Bruxelles: Renaissance du Livre, 1971.
- P.-H. Spaak - Un homme, des combats, Bruxelles: Renaissance du Livre, 1975.
- (en collaboration): Histoire de Bruxelles; Toulouse: Privat, 1976; ouvrage dirigé par Minna Maertens.
- Albert Ier, roi des Belges - Un portrait politique et humain, Bruxelles: Presses de Belgique / Paris: Jean-Pierre Delarge  éd., 1979.
- Pierre Nothomb en 1914-1918, in: Pierre Nothomb et le nationalisme belge, actes du Colloque organisé par l'Académie luxembourgeoise au Pont d'Oye, le 11 septembre 1976, publiés dans les "Cahiers de l'Académie luxembourgeoise", nouvelle série, n° 8 (80 pages); Arlon, Éditions de l'Académie luxembourgeoise, 1980, pp. 9-13.
- La politique étrangère - Un bilan historiographique, dans: Histoire et historiens depuis 1830 en Belgique, "Revue de l'Université de Bruxelles", 1981 / 1-2, pp. 157-174, (numéro composé par Hervé Hasquin).
- La Belgique sous la botte: résistances et collaborations 1940-1945, Paris: Éditions universitaires, 1986.
- (en collaboration; rédacteur): Mijlpalen van de 20e eeuw in België, Brussel: Readers Digest, 1987.